# Mikael Torin
Mikael Torin, född 10 oktober 1984 i Färgelanda, är en svensk fotbollsspelare.
Torins moderklubb är Färgelanda IF, där han spelade fram tills han började fotbollsgymnasiet i Norrköping. I samband med flytten till Norrköping blev han också värvad till IFK Norrköping, först på lån från Färgelanda innan han skrev på ett A-lagskontrakt i juli 2003.
Efter ett antal säsonger i IFK Norrköping, främst i Superettan, gick han 2007 till den mindre Norrköpingsklubben IF Sylvia.